# Tevfik Kış
Tevfik Kış   (Çorum, 10 d'agost de 1934 - Ankara, 4 de setembre de 2019) va ser un lluitador turc, especialista en lluita grecoromana, que va competir durant les dècades de 1950 i 1960.
El 1960 va prendre part en els Jocs Olímpics d'Estiu de Roma, on va guanyar la medalla d'or en la categoria del pes semi pesat del programa de lluita lliure. Vuit anys més tard, als Jocs de Ciutat de Mèxic, va disputar, sense sort, la prova del pes mitjà.
En el seu palmarès també destaquen tres medalles al Campionat del Món de lluita, dues d'or i una de plata; i una medalla d'or al Campionat d'Europa de lluita i als Jocs del Mediterrani.